# 新日本文学
『新日本文学』（しんにほんぶんがく）は、旧日本プロレタリア作家同盟の作家たちが結成した新日本文学会の機関誌。日本で1946年3月から2004年まで発行され、1950年には、ソ連による各国共産党への指示機関コミンフォルムの論評から始まる日本共産党の「50年問題」の影響が会内部に及び、同年11月には所感派（日本共産党臨時中央指導部）寄りの作家らによって「人民文学」が創刊されるという分裂時期もある。

## 概要
1945年、戦争終結とともに動き出した新しい文学団体である、新日本文学会の機関誌として、1945年12月に創刊準備号を発行した。その中で、宮本百合子は「歌声よ、おこれ」を発表し、新しい民主的な文学の創造をよびかけた。
その後、労働者や農民出身の作家たちを育てることに貢献したが、財政的には苦しい時期が続いた。発行元である新日本文学会の盛衰とともに雑誌も激動し、最後には月刊の維持も不可能になった。
会の解散に先立ち、2004年11月12月合併号を最後に終刊した。
同誌の賞として新日本文学賞が設けられていた。とくに第19回の永山則夫、第25回の見沢知廉（佳作）はともに獄中からの受賞者として話題となった。

## 掲載された主な作品
- 宮本百合子『播州平野』
- 小沢清『町工場』
- 金達寿『玄海灘』
- 霜多正次『沖縄島』
- 開高健『パニック」
- 小林勝『フォード・1927年』
- 黒井千次『冷たい工場』
- 大西巨人『神聖喜劇』
- 井上光晴『荒廃の夏』